# أولاد يوسف آيت إسفول (أولاد يوسف آيت إسفول)
أولاد يوسف آيت إسفول هو دُوَّار يقع بجماعة كتاوة، إقليم زاكورة، جهة درعة تافيلالت في المملكة المغربية. ينتمي الدوّار لمشيخة أولاد يوسف آيت إسفول التي تضم 8 دواوير. يقدر عدد سكانه بـ 200 نسمة حسب الإحصاء الرسمي للسكان والسكنى لسنة 2004.

## روابط خارجية
- البوابة الوطنية للجماعات الترابية
- المندوبية السامية للتخطيط